# Mulsantina picta
Mulsantina picta är en skalbaggsart som först beskrevs av Randall 1838.  Mulsantina picta ingår i släktet Mulsantina och familjen nyckelpigor. Inga underarter finns listade i Catalogue of Life.